# Kulturåret 1826

## Händelser
- okänt datum - Mémoires de J. Casanova de Seingalt écrits par lui-méme, en retuscherad fransk upplaga av Giacomo Casanovas memoarer börjar ges ut  (12 band, 1826-1838).

## Nya verk
- Bug-Jargal av Victor Hugo
- Min lyras första toner av Wilhelmina Stålberg
- Min ungdoms idealer av Wilhelmina Stålberg
- Nils Gunnar Lie's history av Victor Hugo
- Odes et Ballades av Victor Hugo

## Födda
- 17 januari – Adelaïde Ehrnrooth (död 1905), finländsk författare och kvinnosakskämpe.
- 27 januari – Michail Saltykov-Sjtjedrin (död 1889), rysk författare.
- 18 februari – Lea Ahlborn (död 1897), svensk konstnär, ledamot av Konstakademien.
- 25 februari – Johannes Sundblad (död 1896), svensk författare.
- 12 mars – Robert Lowry (död 1899), amerikansk psalmförfattare och koralkompositör.
- 25 mars – Wilhelmina Lagerholm (död 1912), svensk målare.
- 6 april – Gustave Moreau (död 1898), fransk målare.
- 4 maj – Frederic Edwin Church (död 1900), amerikansk landskapsmålare och konstsamlare.
- 7 maj – Karl Oskar Wijkander (död 1899), svensk författare.
- 4 juli – Stephen Foster (död 1864), amerikansk kompositör och textförfattare.
- 26 augusti – Johan Fredrik Höckert (död 1866), svensk konstnär och professor vid Konstakademien.
- 6 oktober – Benedikt Sveinbjarnarson Gröndal (död 1907), isländsk författare.

## Avlidna
- 20 januari – Stanisław Staszic (född 1755), polsk filosof, statsman, geolog, poet och författare.
- 14 mars – Julie Alix de la Fay (född 1746 eller 1748), ballerina verksam i Sverige.
- 29 mars – Johann Heinrich Voß (född 1751), tysk poet och översättare.
- 14 april – Glafira Alymova (född 1758), rysk harpist.
- 5 juni – Carl Maria von Weber (född 1786), tysk tonsättare.
- 25 juli – Kondratij Rylejev (född 1795), rysk poet, dekabrist.
- 3 oktober – Jens Baggesen (född 1764), dansk författare.
- 14 december – Malthe Conrad Bruun (född 1775), dansk politisk författare och geograf.